# Nadejda Lamanova
Nadejda Lamanova (Kaïutova) (em russo: Надéжда Петро́вна Лáманова-Каю́това), nascida em 27 de dezembro (14 de dezembro no calendário juliano) de 1861 em Shutilovo (em russo : Шутилово), Governo de Nijni Novgorod, era uma figurinista e estilista russa.

## Carreira
Até a Revolução Russa de 1917, Lamanova era a fornecedora da Corte Imperial e criava roupas para a última Imperatriz da Rússia, Alexandra Feodorovna Romanova, e sua irmã, Elisabeth Feodorovna. Sua clientela também era formada por atrizes e outras mulheres boêmias.
Lamanova era uma grande amiga do estilista francês Paul Poiret. Em 1911, durante sua viagem à Rússia, Poiret ficou com Lamanova em sua grande oficina no Boulevard Tverskoy e deu três desfiles de moda.
Após a Revolução, ela permaneceu na URSS, apesar da privação de seu estúdio. Lamanova fundou a moda soviética. Em 1925, sua coleção de roupas inspiradas no traje nacional ganhou o grande prêmio na Exposição Internacional de Artes Decorativas e Industriais Modernas em Paris.
Lamanova morreu no início da Segunda Guerra Mundial devido a um ataque cardíaco. A história de sua morte é verdadeiramente dramática. Nadezhda se atrasada para a evacuação, juntamente com o resto da equipe do Teatro de Arte de Moscou, onde trabalhava como figurinista, e a equipe partiu sem ela. Voltando para casa, a costureira sentou-se para descansar em frente ao Teatro Bolshoi. De repente, um alerta de aeronave disparou. Tudo causou um ataque cardíaco.
Nadezhda Lamanova está enterrada no cemitério de Vagankovo.